# 岩井盛次
岩井 盛次（いわい もりつぐ、1891年3月21日 - 1974年3月20日）は、日本の実業家で、エコナックホールディングスの創業者でもある。

## 来歴・人物
京都府京都市出身。1908年に京都市立第一商業学校を卒業した。1926年に日本レースを設立し、1942年に同社の社長に就任した。
近畿放送、京都銀行の各取締役などを歴任し、1965年4月に京都商工会議所会頭に就任した。1965年11月に勲三等旭日中綬章を受章した。
1974年3月20日に腹部腫瘍のために死去。82歳没。